# (231937) 2001 FO32
(231937) 2001 FO32 ist ein erdnaher Asteroid, der als potenziell gefährlicher Asteroid der Apollo-Gruppe eingestuft wird. Er hat einen geschätzten Durchmesser von 440–680 m und wurde am 23. März 2001 von der Lincoln Near-Earth Asteroid Research in Socorro im US-Bundesstaat New Mexico, entdeckt. Der Asteroid hat die Erde am 21. März 2021 um 16:03 UTC in einer Entfernung von 0,0135 AE oder 5,25 Lunar Distances (LD) sicher passiert. Am Tag vor der größten Annäherung hatte 2001 FO32 eine maximale scheinbare Helligkeit von 11,7 mag erreicht, die für Beobachter auf der Erde mit Teleskopöffnungen von mindestens 20 cm sichtbar ist. Er ist der größte und einer der schnellsten Asteroiden, die sich der Erde innerhalb 10 LD im Jahr 2021 genähert haben.
Mit einem Beobachtungszeitraum von 20 Jahren hat (231937) 2001 FO32 eine gut berechnete Umlaufbahn, und seine Flugbahn ist bis zum Jahr 2196 gut bekannt. Die Umlaufbahn des Asteroiden ist nur auf einer Zeitskala von Tausenden von Jahren potenziell gefährlich.

## Entdeckung
(231937) 2001 FO32 wurde am 23. März 2001 von der Lincoln Near Earth Asteroid Research (LINEAR) am Lincoln Laboratory’s Experimental Test Site in Socorro, New Mexico, entdeckt. Der Asteroid wurde zuerst im Sternbild Wasserschlange bei einer scheinbaren Helligkeit von 15,6 mag beobachtet. Kurz nach der Entdeckung wurden Folgebeobachtungen von vier weiteren Observatorien durchgeführt, bis der Asteroid schließlich am 24. März 2003 vom Minor Planet Center bestätigt wurde. Der Asteroid erhielt die vorläufige Bezeichnung 2001 FO32 und wurde als potentiell gefährlicher Asteroid eingeordnet.

## Orbit und Einordnung
(231937) 2001 FO32 ist ein Mitglied der Apollo-Gruppe von erdnahen Asteroiden mit Halbachsen größer als eine Astronomische Einheit (AE). Er folgt einer stark verlängerten Bahn um die Sonne in einem Abstand von 0,3–3,1 AE einmal alle 2,22 Jahre (810 Tage; Halbachse von 1,7 AE). Seine Bahn hat eine hohe Exzentrizität von 0,83 und eine Neigung von 39° gegenüber der Ekliptik. Mit seiner stark exzentrischen Umlaufbahn kreuzt er die Bahnen aller vier inneren Planeten des Sonnensystems.
Obwohl er aufgrund seiner großen Größe in Kombination mit seinem geringen minimalen Abstand des Asteroiden zur Erde (Earth MOID) von 0,00375 AE (1,46 Lunar Distances) von der Erdbahn als potenziell gefährlicher Asteroid eingestuft ist, wird der Asteroid in den nächsten 200 Jahren keine Annäherung innerhalb von 0,01 AE (3,9 LD) machen.

## Nahe Begegnungen
Im Verlauf seiner stark exzentrischen Umlaufbahn macht (231937) 2001 FO32 zahlreiche enge Begegnungen mit den inneren Planeten – am häufigsten mit Merkur, Venus und der Erde. Seine MOIDs von Merkur und Venus sind 0,036 AE (5,4 Millionen km) bzw. 0,075 AE (11,2 Millionen km). Die letzte nahe Begegnung von 2001 FO32 mit einem dieser beiden Planeten war am 16. Januar 2008, als er in einer Entfernung von 0.094 AE (14,1 Millionen km) an Merkur vorbeizog.
Am 21. März 2021 zog (231937) 2001 FO32 in einer Entfernung von 0,0135 AE (2,02 Millionen km) oder 5,25 LD an der Erde vorbei und erreichte seine größte Annäherung um 16:03 UTC. Während der Zeit bis zur nächsten Annäherung wurde (231937) 2001 FO32 stetig heller und erreichte am 21. März 2021 um 2:00 UTC seinen Höhepunkt bei einer scheinbaren Helligkeit von 11,7 mag. Obwohl seine maximale Helligkeit zu schwach sein wird, um mit bloßem Auge gesehen zu werden, wird er für Beobachter mit Teleskopen mit einer Öffnung von mindestens 20 cm sichtbar sein. Aufgrund seiner stark geneigten und exzentrischen Umlaufbahn wird seine Relativgeschwindigkeit zur Erde während der Annäherung 34,4 km/s betragen, was ihn zu einem der schnellsten Asteroiden macht, die die Erde im Jahr 2021 passiert haben. Wenn (231937) 2001 FO32 der Erde am nächsten kommt, wird seine Elongation (Winkelabstand zur Sonne) 64° betragen, zu gering, um von der Erde aus beobachtet werden zu können.
In den nächsten 100 Jahren wird (231937) 2001 FO32 die Erde nicht noch näher als am 21. März 2021 passieren. Eine ähnlich nahe Annäherung an die Erde wird er am 22. März 2052 18:57 ± 00:03 UTC machen, aus einer etwas weiteren nominellen Entfernung von 0,0189 AE (2,83 Millionen km) oder 7,37 LD.

## Physikalische Eigenschaften
Vorläufige Beobachtungen von NEOWISE zeigen, dass (231937) 2001 FO32 im infraroten Wellenlängenbereich des Lichts schwach erscheint, was darauf hindeutet, dass der Asteroid wahrscheinlich weniger als einen Kilometer im Durchmesser hat. Auf dieser Grundlage wird der Durchmesser auf etwa 440–680 m geschätzt. Spektraldaten im nahen Infrarot, die 2018 von der Infrared Telescope Facility der NASA gewonnen wurden, deuten darauf hin, dass (231937) 2001 FO32 ein steiniger Asteroid ist, der in die Spektralklasse Sr eingeordnet wird.
Bis zum Jahr 2021 wurde keine Lichtkurve bezüglich der Rotation von (231937) 2001 FO32 aus photometrischen Beobachtungen gewonnen. Die Rotationsperiode, der Pol und die Form des Körpers werden während seiner Annäherung im März 2021 im Detail untersucht.